# پادشاهی الحیره
اعراب جنوب شبه جزیره عربستان نخستین شهرنشینان ملت عرب بودند،و بالطبع آن نخستین دولت‌های عربی را بنیان نهادند. دولت‌هایی بیشتر حکومت تجاری بودند تا سیاسی.متأسفانه از این دولت‌ها اطلاعات زیادی در دسترس نیست. اطلاعات به دست آمده از این دولت‌ها مرهون تلاش باستان‌شناسان در مطالعه کتیبه‌ها و آثار و ابنیه‌های تاریخی به جا مانده از آن دوران است.